# Iuvenal

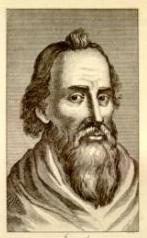

Iuvenal sau Iuvenalis (Decimus Iunius Iuvenalis) a fost un poet latin care a trăit în secolele I și II după Hristos.
A scris Satirele (Satires), critică aspră și pitorească a viciilor, care se remarcă prin realismul descrierilor, vioiciune, forță retorică, stil satiric de mare efect.